# ویلا دلا رجینا
ویلا دلا رجینا (انگلیسی: Villa della Regina) کاخی در شهر تورین واقع در ناحیهٔ پیه‌مونته ایتالیاست. این کاخ در سدهٔ ۱۷ میلادی توسط دودمان ساووی ساخته شد. در سال ۱۹۹۷ این کاخ به همراه ۱۳ اقامتگاه‌ دیگر خاندان سلطنتی ساووی در فهرست میراث جهانی یونسکو قرار گرفت.